# محمد النجار (وزير)
محمد جميل موسى النجار (4 تشرين الثاني 1956 في القدس) سياسي ومهندس أردني حاصل على بكالوريوس في الهندسة المدنية من جامعة كراسنودار في روسيا وماجستير في الهندسة البيئية من جامعة نيوكاسل في بريطانيا، يشغل منذ 7 آذار 2021 منصب وزير المياه والري في حكومة بشر الخصاونة. كما شغل نفس المنصب من 2 أيار 2012 إلى 10 تشرين الأول 2012 في حكومة فايز الطروانة الثانية ومن 14 كانون الأول 2009 إلى 17 نشرين الأول 2011 في حكومات سمير زيد الرفاعي الأولى والثانية ومعروف البخيت الثانية.

## المناصب
- 1981-1993 : مهندس في مديريات مختلفة (الدراسات والتصاميم والصرف الصحي، المشاريع) /سلطة المياه الأردنية
- 1993-1995: رئيس قسم في مديرية متابعة المشاريع/ وزارة المياه والري
- 1995 – 1997: مدير مشروع الخطة الوطنية لصرف صحي عمان-الزرقاء.
- 2000-2001 : مدير مديرية مشاريع الصحي في سلطة المياه الأردنية
- 2001 – 2008: مدير مديرية مشاريع ( BOT ) البناء- التشغيل والنقل في وحدة إدارة المشروع ( PMU )
- 2008 -2009: مدير وحدة التخطيط والإدارة /سلطة المياه
- 2009- وزير المياه والري